# Agathodes modicalis
Agathodes modicalis is een vlinder uit de familie van de grasmotten (Crambidae), uit de onderfamilie van de Spilomelinae. De wetenschappelijke naam van deze soort is voor het eerst gepubliceerd in 1854 door Achille Guenée.
De voorvleugellengte is 18 millimeter.

## Verspreiding
De soort komt voor in Zuid-Afrika, India (Sikkim), China (Yunnan), Myanmar, Maleisië (Sabah en Sarawak), Indonesië (Oost-Kalimantan, Sumatra, Java, Sulawesi en de Molukken) en de Filipijnen tot op een hoogte van 1400 meter. 

## Waardplanten
De rups voedt zich met de bladeren van Erythrina indica en Erythrina vespertillio (Fabaceae).